# Gabrić (Bikovo)

Gabrić je naselje u Bačkoj.
Po predaji, mjesto je osnovao jedan od troje braće Gabrića koji su otišli iz Hercegovine pred Turcima. 

## Ime
Ime je dobilo po brojnim obiteljima prezimena Gabrić u tom naselju.

## Zemljopisni položaj
Nalazi se na 46° 0' 12"  sjeverne zemljopisne širine i 19° 47' 24"  istočne zemljopisne dužine. 

## Upravna organizacija
Nalazi se u MZ Bikovo, u općini Subotica, u sjevernobačkom okrugu u autonomnoj pokrajini Vojvodini u Srbiji.

## Stanovništvo
U Gabriću živi 300 stanovnika (stanje iz rujna 2007.).

## Promet, gospodarstvo i infrastruktura
Prije Drugog svjetskog rata su u selu bili brojni salaši. Poslije rata su isti srušeni radi stvaranja agrokompleksa. Stanovnike se raselilo, tako da je svaka obitelj dobila po salaš i zemlju koja je površinom odgovarala oduzetoj. Ipak, novi kapaciteti nisu kvalitetom bili ravni oduzetima, jer su bili zapušteni, pa su doseljenici morali sami dovesti to u stanje gospodarske iskoristivosti.
U Gabriću se nalazi željeznička postaja na pruzi Subotica–Orom–Senta. Povijesno je Gabrić važio važnim željezničkim čvorištem, jer je selo bilo važno trgovačko središte za poljodjelske i stočarske proizvode. Bio je otkupno mjesto za žitarice i živu stoku (poglavito svinje), radi čega su se kraj postaje Gabrić i Bikovo nalazila skladišta. 
Selo je (stanje iz rujna 2007.) izolirano od javne komunalne infrastrukture. Onda je bilo bez priključka na javnu telefonsku i vodovodnu mrežu i bez vlastitih bunara. Selo se opskrbljiva vodim iz jednog bunara.
2007. selo nema ni prodavaonica ni ambulante. Za nužnu svakodnevnu prehranu, mještani odlaze u kupovinu u susjedno Bikovo.
Poduzeće Agrokombinat, čije farme su se nalazile u Gabriću, bilo je nositeljem gospodarskog života u Gabriću. Gašenjem tog gospodarskog subjekta, životni uvjeti su se iznimno pogoršali u selu. 
Godine 2011. su posljedice gašenja subotičkog Agrokombinata došle dotle da je selo praktično opustilo, jer su obitelji bili prisiljeni otići zbog očajnog gospodarskoga stanja, pokušavajući naći neko bolje rješenje za život.